# Verkehrsgesellschaft Oberhessen
Die Verkehrsgesellschaft Oberhessen mbH (VGO) ist ein Nahverkehrsunternehmen in Hessen im Rhein-Main-Verkehrsverbund. Der Firmensitz ist Friedberg, eine Geschäftsstelle besteht in Alsfeld. In Friedberg, Alsfeld und Gießen betreibt die VGO zudem Servicezentren.
Das Unternehmen ist im September 2005 durch den Zusammenschluss von drei eigenständigen Verkehrsunternehmen entstanden und deckt den Landkreis Gießen (ehemals VVG Verkehrsverbund Gießen), den Wetteraukreis (ehemals WVG Wetterauer Verkehrsgesellschaft) und den Vogelsbergkreis (ehemals VBV Vogelsberger Verkehrsgesellschaft) ab. Mit diesem 3.414 km² großen Gebiet ist die VGO flächenmäßig die größte Verkehrsgesellschaft in Hessen.
Die VGO befindet sich vollständig im Besitz der Oberhessische Versorgungs- und Verkehrsgesellschaft mbH (OVVG), die wiederum zu 100 Prozent im Besitz des Zweckverband Oberhessische Versorgungsbetriebe (ZOV) steht. Am ZOV wiederum beteiligen sich die drei Landkreise mit unterschiedlich hohen Stimmanteilen.
Zur Sicherstellung des öffentlichen Personennahverkehrs auf den 80 Buslinien beauftragt die VGO nach eigenen Angaben Subunternehmer mit dem Betrieb von rund 225 Bussen. Außerdem gibt es 45 Anruf-Linien-Taxi- und Anruf-Sammel-Taxi-Angebote.

## Besonderheiten
Bei der Ausschreibung von Verkehrsleistungen verbleiben die Linienkonzessionen jeweils bei der VGO, sofern diese sich beim Genehmigungswettbewerb durchsetzen kann. Die diversen Verkehrsunternehmen treten in diesem Falle lediglich als Subunternehmer auf.
Nach Streitigkeiten um einen finanziellen Beitrag zum Fahrplanheft zwischen der VGO und den Busunternehmen Stroh (Altenstadt) und Eberwein (Karben) im Dezember 2009 wurden die Fahrpläne der von diesen Unternehmen eigenwirtschaftlich betriebenen Linien zum Fahrplanwechsel im selben Jahr nicht mehr in den Auskunftsmedien der VGO veröffentlicht. Ab dem Fahrplanbuch, das zum Fahrplanwechsel im Dezember 2010 erschien, waren die Linien aber wieder enthalten.

## VGO-Linien im Wetteraukreis
| Linie | Anfangshaltestelle                 | Linienverlauf                                                | Endhaltestelle                       | Bemerkung                                                                          |
| FB-01 | Friedberg Bf                       | Florstadt – Staden – Echzell/Nieder-Mockstadt – Stammheim    | Bisses Am Hain / Altenstadt Bf       | montags bis freitags                                                               |
| FB-01 | Friedberg Bf                       | Florstadt – Staden – Stammheim – Nieder-Mockstadt            | Leidhecken Stadener Str.             | Wochenendverkehr                                                                   |
| FB-02 | Reichelsheim Bf                    | Blofeld – Bingenheim – Echzell                               | Bisses Am Hain                       | als Anruf-Linien-Taxi ALT, nur am Wochenende                                       |
| FB-03 | Friedberg Bf                       | Bauernheim – Heuchelheim – Reichelsheim – Blofeld – Ranstadt | Ortenberg Marktplatz                 | Wochenende nur bis Reichelsheim                                                    |
| FB-04 | Ranstadt Bf                        | Ober-Mockstadt                                               | Nieder-Mockstadt Gewerbegebiet       | als Anruf-Linien-Taxi ALT, nur montags bis freitags                                |
| FB-10 | Friedberg Bf                       | Schwalheim – Wisselsheim                                     | Bad Nauheim Bf                       | nur Mo–Fr                                                                          |
| FB-20 | Wenings Kirche                     | Ortenberg – Stockheim Bf                                     | Büdingen Schulzentrum                | Wochenendverkehr durch Linie FB-21                                                 |
| FB-21 | Gedern Altes Rathaus               | Ortenberg – Stockheim Bf                                     | Büdingen Gymnasiumstr.               | als Anruf-Linien-Taxi ALT, nur am Wochenende                                       |
| FB-22 | Sichenhausen                       | Gedern Altes Rathaus – Ortenberg – Stockheim Bf              | Büdingen Schulzentrum                | Wochenendverkehr durch Linie FB-21                                                 |
| FB-23 | Gedern Altes Rathaus               | Wenings – Wolf – Büdingen Berliner Str.                      | Büdingen Bf                          | Wochenendverkehr als ALT                                                           |
| FB-24 | Gedern Altes Rathaus               | Illnhausen – Kefenrod                                        | Büdingen Bf                          | Wochenendverkehr als ALT                                                           |
| FB-30 | Friedberg Bf                       | Stadtbus Friedberg (Rundverkehr über Mörler Str.)            | Friedberg Bf                         |                                                                                    |
| FB-31 | Friedberg Bf                       | Stadtbus Friedberg (Rundverkehr)                             | Friedberg Bf                         |                                                                                    |
| FB-32 | Friedberg Bf                       | Friedberg Kaiserstr.                                         | Ockstadt                             | Wochenendverkehr als ALT; früher Linie FB-08                                       |
| FB-33 | (Friedrichsdorf Bf -) Rosbach Bf   |                                                              | Friedberg Bf                         | früher Linie FB-16                                                                 |
| FB-34 | Friedberg Bf                       | Usa-Wellenbad                                                | Bad Nauheim Bf                       | früher Linien FB-09 und FB-16                                                      |
| FB-35 | Bad Nauheim Bf                     | Nieder-Mörlen – Ober-Mörlen                                  | Langenhain-Ziegenberg (- Usingen Bf) | früher Linie FB-16                                                                 |
| FB-36 | Bad Nauheim Bf                     | Ockstadt                                                     | Rosbach Bf                           | verkehrt nur an Schultagen; früher Linie FB-02                                     |
| FB-40 | Büdingen Bf                        | Altenstadt – Nieder-Wöllstadt – Friedberg Kaiserstr.         | Bad Nauheim Am Solgraben             | nur Mo–Fr, früher Linie FB-71                                                      |
| FB-41 | Höchst Mittelstr.                  | Oberau – Altenstadt – Düdelsheim                             | Büdingen Bf                          | Wochenendverkehr als ALT                                                           |
| FB-42 | Altenstadt Alte Molkerei           | Altenstadt Bf – Limeshain                                    | Büdingen Bf                          | Wochenendverkehr als ALT                                                           |
| FB-43 | Himbach Am Zentrum                 | Düdelsheim                                                   | Büdingen Bf                          | nur Mo–Fr                                                                          |
| FB-44 | Diebach am Haag Herrnhaager Straße | Vonhausen – Lorbach                                          | Büdingen Bf                          | Wochenendverkehr als ALT                                                           |
| FB-45 | Altenstadt Altenstadthalle         | Stockheim                                                    | Konradsdorf Schulen                  | nur an Schultagen                                                                  |
| FB-50 | Butzbach Bf                        | Stadtverkehr Butzbach                                        | Butzbach Bf                          | Rundkurs; früher Linie FB-500                                                      |
| FB-51 | Butzbach Bf                        | Kirch-Göns                                                   | Cleeberg Espaer Str.                 | früher Linie FB-100                                                                |
| FB-52 | Butzbach Bf                        | Münzenberg                                                   | Lich Brunnenstr. / Schloss           | früher Linie FB-200                                                                |
| FB-53 | Butzbach Bf                        | Rockenberg                                                   | Bad Nauheim Parkstr.                 | einzelne Schulfahrten von/nach Nieder-Mörlen und Ober-Mörlen; früher Linie FB-300  |
| FB-54 | Butzbach Bf                        | Espa – Weiperfelden – Bodenrod                               | Maibach                              | nur Mo–Fr; früher Linie FB-401                                                     |
| FB-55 | Butzbach Bf                        | Hoch-Weisel – Maibach                                        | Bodenrod                             | nur Mo–Fr; früher Linie FB-402                                                     |
| FB-56 | Butzbach Bf                        | Nieder-Weisel – Ostheim – Nieder-Weisel                      | Butzbach Bf                          | Rundkurs; früher Linie FB-500                                                      |
| FB-57 | Butzbach Degerfeldschule           | Berstadt – Wölfersheim – Södel                               | Beienheim Bf                         | verkehrt nur an Schultagen; früher Linie FB-210                                    |
| FB-58 | Butzbach Bf                        | Espa – Bodenrod – Maibach – Hoch-Weisel                      | Butzbach Bf                          | Kleinbuslinie, Rundkurs, verkehrt nur am Wochenende (anstelle von FB-54 und FB-55) |
| FB-70 | Bad Nauheim Bf                     | Friedberg – Wöllstadt                                        | Erbstadt Sparkasse                   | Sonntagsverkehr durch Linie FB-72; früher Linie FB-05                              |
| FB-71 | Friedberg Burg                     | Wöllstadt                                                    | Kaichen Kirche                       | Sonntagsverkehr durch Linie FB-72; früher Linie FB-06                              |
| FB-72 | Friedberg Bf                       | Niddatal – Burg-Gräfenrode Friedhof                          | Groß-Karben Bf                       | früher Linie FB-07                                                                 |
| FB-73 | Groß-Karben Bf                     |                                                              | Petterweil Friedhof                  | früher Linie FB-26                                                                 |
| FB-74 | Groß-Karben Bf                     |                                                              | Rendel                               | früher Linie FB-26                                                                 |
| FB-75 |                                    | AST Karben                                                   |                                      |                                                                                    |
| FB-76 | Groß Karben Gartenstr              |                                                              | Okarben Bf                           |                                                                                    |
| FB-80 | Nidda Bf                           | Wallernhausen – Ober-Lais – Hirzenhain                       | Gedern Altes Rathaus                 | nur Mo–Fr; früher Linie FB-21                                                      |
| FB-81 | Nidda Bf                           | Michelnau – Schwickartshausen                                | Ranstadt Bf (- Konradsdorf Schulen)  | nur Mo–Fr; früher Linie FB-18                                                      |
| FB-82 | Nidda Bf                           | Bad Salzhausen – Geiß-Nidda – Dauernheim – Ranstadt Bf       | Konradsdorf Schulen                  | nur Mo–Fr; früher Linie FB-37                                                      |
| FB-83 | Nidda Bf                           | Harb – Unter-Widdersheim Spielplatz                          | Ober-Widdersheim Kindergarten        | nur Mo–Fr; früher Linie FB-34                                                      |
| FB-84 | Nidda Bf                           | Harb – Ulfa                                                  | Stornfels Ortsmitte                  | nur Mo–Fr; früher Linie FB-27                                                      |
| FB-85 | Nidda Bf                           | Ranstadt – Hirzenhain                                        | Gedern Altes Rathaus                 | als Anruf-Linien-Taxi ALT                                                          |
| FB-86 | Nidda Bf                           | Bad Salzhausen – Borsdorf – Stornfels                        | Unter-Widdersheim Spielplatz         | als Anruf-Linien-Taxi ALT                                                          |

## VGO-Linien im Landkreis Gießen
| Linie | Anfangshaltestelle                                | Linienverlauf                                                                 | Endhaltestelle                                                       | Bemerkung |
| GI-21 | Gießen Bf                                         | Annerod – Oppenrod – Reiskirchen                                              | Ettingshausen Am Bahnhof / Lindenstruth Wieseckhalle (- Grünberg Bf) | abends und am WE Reiskirchen – Lindenstruth als Anruf-Linien- bzw. Sammel-Taxi ALT/AST; früher Linien 110 und 600 |
| GI-22 | Gießen Bf                                         | Steinbach                                                                     | Albach Sonnenstraße                                                  | So.-Abendverkehr als Anruf-Sammel-Taxi AST und weiter bis Annerod Schmiede; früher Linie 220                      |
| GI-32 | Langgöns Grundschule                              | Großen-Linden A.-Frank-Schule – Leihgestern                                   | Watzenborn-Steinberg Hallenbad                                       | verkehrt nur an Schultagen                                                                                        |
| GI-35 | Cleeberg Friedhof                                 | Oberkleen – Niederkleen – Dornholzhausen – Hüttenberg                         | Großen-Linden A.-Frank-Schule/ Langgöns Bahnhof                      | verkehrt nur an Schultagen                                                                                        |
| GI-35 | Cleeberg Espaer Str.                              | Oberkleen – Niederkleen – Dornholzhausen                                      | Langgöns Leihgesterner Str.                                          | als Anruf-Linien-Taxi ALT                                                                                         |
| GI-41 | Gießen Bf                                         | Heuchelheim – Rodheim-Bieber – Vetzberg                                       | Königsberg Am Heddrich                                               | nicht So.; früher Linie 410                                                                                       |
| GI-42 | Gießen Bf                                         | Heuchelheim – Rodheim-Bieber – Fellingshausen – Frankenbach                   | Erda Rathaus (- Niederweidbach Ort)                                  | nicht So.; früher Linie 420                                                                                       |
| GI-43 | (Gießen A.H.F.-Schule -) Krumbach Tannenhofstraße | Kirchvers                                                                     | Weipoltshausen Ortsmitte                                             | nur Mo–Fr, früher Linie 419                                                                                       |
| GI-44 | Gießen Bf                                         | Heuchelheim – Biebertal                                                       | Frankenbach Erdaer Straße                                            | nur So. und als Anruf-Linien- bzw. Sammel-Taxi ALT/AST; früher Linie 410/420                                      |
| GI-60 | Hungen Gießener Straße                            | Steinheim – Rodheim – Rabertshausen – Ulfa – Langd                            | Hungen Gießener Straße                                               | Stadtbus Hungen, Rundkurs, Wochenendverkehr als Anruf-Linien-Taxi ALT                                             |
| GI-61 | Villingen Grundschule                             | Hungen Gesamtschule – Steinheim Bürgerhaus – Bellersheim – Obbornhofen Schule | Wölfersheim Geisenheim                                               | verkehrt nur an Schultagen; früher Linie 721                                                                      |
| GI-62 |                                                   | Schulverkehr Hungen/Lich                                                      |                                                                      | früher Linie 231                                                                                                  |
| GI-63 | Lich Jahnstraße                                   | Lich Bf – Kloster Arnsburg                                                    | Bettenhausen Auf der Bleiche                                         | als Anruf-Linien-Taxi ALT; früher Linie 230                                                                       |
| GI-64 | Lich Bf                                           | Bessingen – Münster – Ettingshausen – Queckborn                               | Grünberg Bf                                                          | am Wochenende als Anruf-Linien-Taxi ALT; früher Linie 700                                                         |
| GI-71 | Grünberg Pfalzrain                                | Grünberg Höfetränke – Grünberg Bf                                             | Grünberg Industriegebiet                                             | "De kleene Grimmicher", nicht So.                                                                                 |
| GI-72 | Grünberg Bf                                       | Grünberg Höfetränke                                                           | Grünberg Baumgartenfeld                                              | "De kleene Grimmicher", nur Mo–Fr                                                                                 |
| GI-73 | Grünberg Sportschule                              | Grünberg Höfetränke – Grünberg Bf – Stangenrod – Lumda                        | Weitershain DGH / Reinhardshain Bei der Tränke                       | als Anruf-Linien-Taxi ALT                                                                                         |
| GI-74 | Grünberg Bf                                       | Lardenbach – Freienseen – Laubach – Lauter                                    | Grünberg Bf                                                          | Rundkurs |
| GI-74 | Altenhain Vogelsbergstraße                        | Laubach                                                                       | Röthges Bürgerhaus                                                   | als Anruf-Linien-Taxi ALT                                                                                         |
| GI-77 |                                                   | Schulverkehr Grünberg                                                         |                                                                      | früher Linie 70                                                                                                   |
| GI-78 |                                                   | Schulverkehr Grünberg                                                         |                                                                      | früher Linie 70                                                                                                   |
| GI-79 |                                                   | Schulverkehr Grünberg                                                         |                                                                      | früher Linie 70                                                                                                   |

## VGO-Linien im Vogelsbergkreis
| Linie   | Anfangshaltestelle                  | Linienverlauf                                                                                       | Endhaltestelle                      | Bemerkung                                     |
| VB-11   | Alsfeld Bf                          | Ohmes Schulstraße – Antrifttal – Angenrod                                                           | Romrod Schule                       | verkehrt nur an Schultagen                    |
| VB-12   | Alsfeld Bf                          | Antrifttal                                                                                          | Neustadt Bf                         | Wochenendverkehr als ALT                      |
| VB-13   | Alsfeld Bf                          | Kirtorf                                                                                             | Homberg Rathaus                     | Wochenendverkehr als ALT                      |
| VB-15   | Alsfeld Bf                          | Liederbach – Romrod – Strebendorf – Nieder-Breidenbach – Ober-Breidenbach – Groß-Felda              | Ulrichstein Lindenplatz             | Wochenendverkehr als ALT                      |
| VB-16   | Alsfeld Bf                          | Altenburg – Rainrod – Storndorf – Wallenrod                                                         | Lauterbach Nordbf                   | Sa.+ So. als Rufbus                           |
| VB-21   | Lauterbach Nordbf                   | Lauterbach Busbf – Lauterbach Eisenbacher Tor – Lauterbach An der Gall                              | Maar Kirche                         | Stadtbus Lauterbach; Wochenendverkehr als ALT |
| VB-22   |                                     | Schulverkehr Lauterbach                                                                             |                                     |                                               |
| VB-24   | Lauterbach Nordbf                   | Lauterbach Busbf – Lauterbach Eisenbacher Tor – Allmenrod W.-Schlinsog-Straße – Meiches             | Storndorf DGH                       | Wochenendverkehr als ALT                      |
| VB-26   | Lauterbach Nordbf                   | Lauterbach Busbf – Angersbach                                                                       | Landenhausen Feuerwehr              | Sa. als ALT; nicht an So.                     |
| VB-28   | Lauterbach Eichbergschule           | Lauterbach Nordbf – Lauterbach Busbf – Rixfeld – Stockhausen                                        | Rudlos Am Rothacker                 | kein Wochenendverkehr                         |
| VB-38   | Lauterbach Nordbf                   | Wernges – Udenhausen – Grebenau                                                                     | Lingelbach Königstraße              | als Anruf-Linien-Taxi ALT                     |
| VB-42   | Meiches Storndorfer Straße          | Schlechtenwegen                                                                                     | Herbstein Schule                    | verkehrt nur an Schultagen                    |
| VB-48   | Herbstein Oberndorfstraße           | Stockhausen                                                                                         | Blankenau Bürgerhaus                | als Anruf-Linien-Taxi ALT                     |
| VB-50   | Weidenau Am Wiesengrund             | Freiensteinau Unterer Brückenweg                                                                    | Grebenhain Schule                   | Wochenendverkehr als ALT                      |
| VB-51   | Freiensteinau Unterer Brückenweg    | Reinhards – Freiensteinau Schule                                                                    | Grebenhain Schule                   | verkehrt nur an Schultagen                    |
| VB-52   | Freiensteinau DGH                   | Radmühl                                                                                             | Grebenhain Schule                   | verkehrt nur an Schultagen                    |
| VB-53   | Grebenhain Schule                   | Herbstein                                                                                           | Rixfeld Bf                          | verkehrt nur an Schultagen                    |
| VB-54   | Grebenhain Schule                   | | Volkartshain Ort                    | verkehrt nur an Schultagen                    |
| VB-55   | Grebenhain Schule                   | | Bannerod Ortsmitte                  | verkehrt nur an Schultagen                    |
| VB-56   | Grebenhain Schule                   | | Blankenau Bürgerhaus                | als Anruf-Linien-Taxi ALT                     |
| VB-60   | Schotten Gesamtschule               | Schotten Grundschule – Schotten Vulkaneum – Breungeshain – Burkhards                                | Eichelsachsen Kirchweg / Backhaus   | Wochenendverkehr als ALT                      |
| VB-61   | Schotten Gesamtschule               | Schotten Grundschule – Schotten Vulkaneum – Götzen Feuerwehr – Betzenrod – Einartshausen Bürgerhaus | Stornfels Ortsmitte                 | Wochenendverkehr als ALT                      |
| VB-65   | Schotten Vulkaneum                  | Rudingshain – Ulrichstein Lindenplatz                                                               | Lauterbach Nordbf                   | Wochenendverkehr als ALT                      |
| VB-71   | Ehringshausen Torweg                | Nieder-Gemünden Bf                                                                                  | Homberg Gesamtschule                | Wochenendverkehr als ALT                      |
| VB-75   | Mücke Bf                            | Atzenhain – Bernsfeld                                                                               | Nieder-Ohmen Bf                     | Wochenendverkehr als ALT                      |
| VB-76   | Nieder-Ohmen Gesamtschule           | Mücke Bf – Lardenbach / Groß-Eichen                                                                 | Ulrichstein Lindenplatz             | Wochenendverkehr als ALT                      |
| VB-77   | Nieder-Ohmen Gesamtschule/Hallenbad | Groß-Felda                                                                                          | Helpershain                         | verkehrt nur an Schultagen                    |
| VB-78   | Mücke Bf                            | Ober-Ohmen                                                                                          | Ulrichstein Lindenplatz             | Wochenendverkehr als ALT                      |
| VB-79   | Ober-Ohmen Grundschule              | Gilgbachtal                                                                                         | Nieder-Ohmen Gesamtschule/Hallenbad | verkehrt nur an Schultagen                    |
| VB-81   | Höingen Ortsmitte                   | Homberg Sportplatz – Ober-Ofleiden Ohmcenter – Schweinsberg                                         | Nieder-Ofleiden Hochrainstraße      | Wochenendverkehr als ALT                      |
| VB-90   | Schlitz Kreissparkasse              | Lauterbach Nordbf – Herbstein – (Breungeshain Hoherodskopf -) Grebenhain                            | Stockheim Bf                        | Vulkan-Express, im Sommer                     |
| VB-91   | Lauterbach Nordbf                   | Herbstein                                                                                           | Breungeshain Hoherodskopf           | Vulkan-Express, im Sommer                     |
| VB-92   | Hungen Bf                           | Laubach – Schotten / Grünberg – Mücke – Ulrichstein                                                 | Breungeshain Hoherodskopf           | Vulkan-Express, im Sommer                     |
| VB-93   | Nidda Bf                            | Schotten                                                                                            | Breungeshain Hoherodskopf           | Vulkan-Express, im Sommer                     |
| VB-94   | Stockheim Bf                        | Gedern – Hartmannshain                                                                              | Breungeshain Hoherodskopf           | Vulkan-Express, im Sommer                     |
| VB-95   | Bad Orb Busbf                       | Wächtersbach – Birstein – Hartmannshain                                                             | Breungeshain Hoherodskopf           | Vulkan-Express, im Sommer                     |
| ALT 391 | Herbstein Hessenstraße              | | Grebenhain Schule                   | als Anruf-Linien-Taxi ALT; früher Linie VB-45 |